# پیکین
پیکین (به لاتین: Pikine Department) یک منطقهٔ مسکونی در سنگال است که در ناحیه داکار واقع شده‌است. پیکین ۸۷ کیلومتر مربع مساحت و ۱٬۱۷۰٬۷۹۱ نفر جمعیت دارد.